# Batalha de Suez (1541)
A Batalha de Suez de 1541 foi um ataque dos portugueses contra Suez, então controlada pelo Império Otomano.
Em 1541 uma frota sob o comando do governador da Índia D. Estevão da Gama e o seu irmão Cristóvão da Gama penetrou no Mar Vermelho. Era composta por 80 navios e 2 300 soldados.  Depois de saquear Suaquém, o governador destacou 16 barcos a remo ligeiros e 250 homens escolhidos com o objectivo de atacar Suez e destruir os estaleiros navais junto ao povoado, mas o ataque foi um fracasso porque a eficaz defesa e a oposição de Davud Pasha e a artilharia otomana obrigaram os portugueses a recuar.
Durante a campanha de Suez de 1541, os portugueses mantiveram-se no Mar Vermelho por sete meses, não tendo nunca sendo confrontados pela marinha otomana, ao passo que o comércio muçulmano foi paralisado.